# Ben Miller
Bennet Evan „Ben” Miller (London, 1966. február 24. –) angol színész, humorista, rendező, forgatókönyvíró.
Az Armstrong és Miller humoristaduó tagjaként az azonos című szkeccs-műsorokban vált ismertté.

## Fiatalkora és tanulmányai
Londonban született és a Cheshire-i Nantwich-ban nevelkedett. Apai nagyapja litván származású szabó volt, aki a londoni East End-en lakott. Apja, Michael Miller amerikai irodalmat tanított a Birminghami City Egyetemen, walesi származású anyja, Marion angolt tanított a South Cheshire College-en. Két húga van, Leah és Bronwen.
Középiskolai tanulmányait a Nantwich-i Malbank School and Sixth Form College-ban végezte, majd a Cambridge-i Egyetemen működő St Catharine's College keretein belül természettudományi előadásokat hallgatott. Egyetemi évei alatt a színjátszókör tagja volt, és együtt játszott Rachel Weisz színésznővel is, aki ebben az időben a barátnője is volt. Alapfokú tanulmányainak elvégzése után is az egyetemen maradt, hogy megszerezze a PhD-fokozatot. A szilárdtestfizika témakörébe tartozó doktori tézisének címe: „Novel quantum effects in low-temperature quasi-zero-dimensional mesoscopic electron systems” (magyarul: Új kvantumhatások alacsony hőmérsékletű kvázi-zéródimenziós mezoszkopikus elektronrendszerekben) volt, azonban színészi karrierje miatt nem fejezte be tudományos dolgozatát.
A humorszakma iránti érdeklődése akkor kezdődött, amikor egy barátja megkérte, hogy segítsen neki az éppen Cambridge-ben tartott Országos Diákszínjátszó Fesztivál (National Student Drama Festival) zsűritagjai körüli teendőkben. Már befejezte alaptanulmányait, amikor 1989-ben csatlakozott az egyetem amatőr színjátszó társulatához, a Footlights-hoz, ahol olyan későbbi hírességek voltak kollégái, mint Andy Parsons, David Wolstencroft vagy Sue Perkins.

## Pályafutása
Miller, miután a doktori tanulmányok megszakítása mellett döntött, Londonba költözött, hogy elindítsa humorista karrierjét. 1992-ben a TBA Sketch Comedy Group-nál ismerte meg az ugyancsak Cambridge-ben végzett Alexander Armstrong-ot, majd 1994-ben az Edinburgh Fringe-en előadták első közös műsorukat. 1996-ban újra felléptek, amit Perrier Comedy Award-jelöléssel díjazott a szakma.
Az egyre sikeresebb duó végül egy televíziós műsort kapott Armstrong and Miller címmel, amely 1997-től 2001-ig volt műsoron a Paramount Comedy Channel (a brit Comedy Central elődje) és a Channel 4 csatornákon. 1998-ban azonos címmel indult az első rádióműsoruk is a BBC Radio 4-en. A rádióműsorban számos televíziós szkeccs és karakter is szerepelt. Egy hatéves szünet után a Hattrick Productions megvásárolta a tévéműsort, és a humorduó The Armstrong and Miller Show (Armstrong és Miller show) címmel újra adásba került. 2008-ban egy újabb rádióműsoruk is indult Children's Hour with Armstrong and Miller (kb. Gyerekóra Armstronggal és Millerrel) címmel.
2001-ben szerepelt Steve Coogan első játékfilmjében, a Széfbe zárt igazságban. 2003-ban a Rowan Atkinson által megformált címszereplő társát, Bough-t alakította a Johnny English című vígjátékban. 2004-ben az Én és a hercegem című alkotásban volt látható. 2004 és 2005 között több BBC-sorozatban szerepelt, így A pánik hete című műsorban Sarah Alexander oldalán volt látható. 2006-ban került adásba a sorozat háromrészes karácsonyi különkiadása a The Worst Christmas of My Life. 2007-ben James Lester belügyminisztériumi hivatalnokot alakította az ITV Őslények kalandorai című sci-fi-sorozatában és Mr. Jonathan szerepét játszotta a Razzle Dazzle: A Journey into Dance című ausztrál filmben.
2006-ban Miller rendezte a Saxondale című sorozat pilot epizódját. A Steve Coogan főszereplésével készült sorozatot a BBC sugározta. Miller és Alexander Armstrong közösen megalapították a Toff Media produkciós céget.
Miller a szinkronhangja az egykori ITV Digital csatornát, illetve jelenleg a PG Tips teamárkát reklámozó plüssmajomnak, Monkey-nak is. 2008-ban Jonathan Pope televíziós producert alakította Tony Jordan Moving Wallpaper című sorozatában, amely az ITV1-en futott. Ugyanabban az évben a Thank God You're Here című improvizációs sorozatban is látható volt. 2010-ben játékfilm-rendezőként is bemutatkozott a Huge című alkotásával. 2011-ben a Gielgud Theatre színpadán Louis Harvey szerepében volt látható a Betörő az albérlőm alapján készült színdarabban.
2012-ben It's Not Rocket Science címmel megjelentette könyvét, melyben humorosan ír a tudományról. Több televíziós műsor vendége is volt, illetve a British Comedy Awards gáláján Alexander Armstrong-gal lépett fel.
2011-től 2014-ig, a harmadik évad első epizódjáig, a BBC Halál a paradicsomban című sorozatában alakította Richard Poole nyomozót. A harmadik évad gyártását már megrendelte a csatorna, azonban 2013 áprilisában bejelentették Ben Miller kilépését a sorozatból. Helyét Kris Marshall vette át.
A kilépés indokaként Miller személyes okokat említett: „Az életben csak egyszer adódó munka volt, de úgy éreztem, hogy logisztikailag egyszerűen nem tudom folytatni. (...) A személyes körülményeim csak bonyolulttá tették, de mindig hiányozni fog. Szeretem itt.” Miller felesége a sorozat felvételeinek megkezdésekor tudta meg, hogy várandós gyermekükkel. A távolság miatt nehéz volt fenntartani családjával való kapcsolatát, és ezért úgy döntött, hogy inkább több időt tölt újszülött fiával.
2014-ben Billy Connolly és David Tennant oldalán szerepelt a What We Did on Our Holiday című filmben.
2013-ban Nancy Carroll-al és Diana Vickers-szel Dan Patterson és Colin Swash The Duck House című színdarabban volt látható, melyben Robert Houston munkáspárti képviselőt alakította. A politikai szatíra a 2009-ben kirobbant képviselői költségtérítési botrányról szól.
2014 szeptemberében vendégszereplőként a Ki vagy, doki? egyik részében a Nottingham-i seriff alakját formálta meg.

## Magánélete
2004-ben házasodott össze Belinda Stewart-Wilson színésznővel, 2006-ban egy gyermekük született. A pár 2011-ben elvált. 
2011-ben született meg második fia, akinek édesanyjával, Jessica Parker produkciós vezetővel 2013-ban házasodtak össze.
Zenészként dobon és gitáron is játszik.

## Filmográfia

### Film
| Év   | Magyar cím                                 | Eredeti cím                                     | Szerep             | Magyar hang    |
| ---- | ------------------------------------------ | ----------------------------------------------- | ------------------ | -------------- |
| 1999 | Doktor zsiványok                           | Plunkett & Macleane                             | Dixon              | Beratin Gábor  |
| 2000 |                                            | The Blind Date                                  | Joe Maxwell        |                |
| 2000 | Csak egyetlen Jimmy Grimble létezik        | There's Only One Jimmy Grimble                  | Johnny Two Dogs    |                |
| 2001 | Széfbe zárt igazság                        | The Parole Officer                              | Colin              |                |
| 2001 | On-lány                                    | Birthday Girl                                   | portás             |                |
| 2003 | Johnny English                             | Johnny English                                  | Angus Jeremy Bough | Anger Zsolt    |
| 2003 | A nagy alakítás                            | The Actors                                      | Clive              |                |
| 2004 | Én és a hercegem                           | The Prince & Me                                 | Soren              | Szokol Péter   |
| 2007 |                                            | Razzle Dazzle: A Journey Into Dance             | Mr. Jonathan       |                |
| 2009 | Forgószélben                               | Within the Whirlwind                            | Krasny             |                |
| 2009 |                                            | The Key Party                                   | Mark               |                |
| 2010 |                                            | 4.3.2.1.                                        | Mr. Phillips       |                |
| 2010 |                                            | Huge                                            | nem szerepel       | –              |
| 2011 | Johnny English újratöltve (törölt jelenet) | Johnny English Reborn                           | Bough              |                |
| 2011 |                                            | The Engagement                                  | pultos             |                |
| 2014 | Viking vakáció                             | What We Did on Our Holiday                      | Gavin McLeod       | Schnell Ádám   |
| 2015 |                                            | Molly Moon and the Incredible Book of Hypnotism | Mr. Alabaster      |                |
| 2017 | Paddington 2.                              | Paddington 2                                    | Lancaster ezredes  | Fesztbaum Béla |
| 2018 | A fakír, aki egy IKEA szekrényben ragadt   | The Extraordinary Journey of the Fakir          | Smith százados     | Mertz Tibor    |
| 2018 | Johnny English újra lecsap                 | Johnny English Strikes Again                    | Angus Jeremy Bough | Anger Zsolt    |
| 2021 |                                            | Off the Rails                                   | Dan                |                |
| 2022 |                                            | The Loneliest Boy in the World                  | Frank              |                |
| 2022 |                                            | This Is Christmas                               | Jonathan           |                |
| 2024 | Paddington Peruban                         | Paddington in Peru                              | Lancaster ezredes  | Fesztbaum Béla |

Rövidfilmek
- 2000: You Can't Dance – ismeretlen szerep
- 2001: Tip of My Tongue' – Dave
- 2005: Starry Night – ismeretlen szerep (filmrendező)
- 2016: 'The Silent Man – kézbesítő sofőr
- 2017: The Escape – Mike

### Televízió
| Év        | Magyar cím                             | Eredeti cím                                                     | Szerep                         | Megjegyzések                                                                    |
| --------- | -------------------------------------- | --------------------------------------------------------------- | ------------------------------ | ------------------------------------------------------------------------------- |
| 1991      |                                        | Murder Most Horrid                                              | Watkins rendőr                 | 1 epizód                                                                        |
| 1992      |                                        | The Pall Bearer's Revue                                         | ismeretlen szerep              | 1 epizód                                                                        |
| 1993      | French és Saunders                     | French and Saunders                                             | könyvvásárló                   | 1 epizód                                                                        |
| 1993      |                                        | Paul Merton: The Series                                         | több szereplő                  | 6 epizód                                                                        |
| 1993      | Az ifjú Indiana Jones kalandjai        | The Young Indiana Jones Chronicles                              | francia tiszt                  | 1 epizód                                                                        |
| 1993      |                                        | Mr Don & Mr George                                              | kliens                         | 1 epizód                                                                        |
| 1995      | Baleseti sebészet                      | Casualty                                                        | Daniel Murdoch                 | 1 epizód                                                                        |
| 1995      |                                        | Look at the State We're In!                                     | Marty                          | minisorozat (6 epizód)                                                          |
| 1995      |                                        | Sardines                                                        | Simon                          | tévéfilm                                                                        |
| 1997      |                                        | The Jack Docherty Show                                          | több szereplő                  | televíziós sorozat                                                              |
| 1997–2001 |                                        | The Armstrong and Miller Show                                   | több szereplő                  | 27 epizód                                                                       |
| 1999      |                                        | Hunting Venus                                                   | Gavin                          | tévéfilm                                                                        |
| 1999      |                                        | Passion Killers                                                 | Nick                           | tévéfilm                                                                        |
| 1999      |                                        | Coming Soon                                                     | Ben                            | tévéfilm                                                                        |
| 1999      | Az ifjú Indiana Jones: Vakmerő sivatag | The Adventures of Young Indiana Jones: Daredevils of the Desert | francia tiszt                  | tévéfilm                                                                        |
| 2000      |                                        | Cinderella                                                      | Dandini                        | tévéfilm                                                                        |
| 2001      |                                        | Dr. Terrible's House of Horrible                                | Rebenor                        | 1 epizód                                                                        |
| 2002      |                                        | Surrealissimo: The Scandalous Success of Salvador Dali          | Yoyotte                        | tévéfilm                                                                        |
| 2002      |                                        | The Book Group                                                  | Martin Logan                   | 2 epizód                                                                        |
| 2002      |                                        | Jeffrey Archer: The Truth                                       | Roland Moxley-Nemesis          | tévéfilm                                                                        |
| 2004      | Agatha Christie: Marple                | Agatha Christie's Marple                                        | Basil Blake                    | - 1 epizód - (Holttest a könyvtárszobában) - magyar hangja: - Karácsonyi Zoltán |
| 2004–2006 | A pánik hete                           | The Worst Week of My Life                                       | Howard Steel                   | 17 epizód                                                                       |
| 2004–2022 |                                        | Doc Martin                                                      | Stewart James                  | 3 epizód                                                                        |
| 2005      |                                        | Malice Aforethought                                             | Dr. Edmund Bickleigh           | tévéfilm                                                                        |
| 2006      |                                        | Popetown                                                        | A pap                          | 10 epizód                                                                       |
| 2006      |                                        | Saxondale                                                       | Bernard Langley                | 1 epizód (rendező)                                                              |
| 2007–2010 | Armstrong és Miller show               | The Armstrong and Miller Show                                   | több szereplő                  | 19 epizód                                                                       |
| 2007–2011 | Őslények kalandorai                    | Primeval                                                        | James Lester                   | 36 epizód                                                                       |
| 2008      |                                        | Moving Wallpaper: The Mole                                      | Jonathan Pope                  | 2 epizód (nem szerepel a stáblistán)                                            |
| 2008–2009 |                                        | Moving Wallpaper                                                | Jonathan Pope                  | 18 epizód                                                                       |
| 2009      |                                        | The Catherine Tate Show                                         | Az elmúlt karácsonyok szelleme | 1 epizód                                                                        |
| 2010      |                                        | Primeval: Webisodes                                             | James Lester                   | minisorozat (2 epizód)                                                          |
| 2011      | Sikersorozat                           | Episodes                                                        | önmaga                         | 1 epizód                                                                        |
| 2011      |                                        | Comedy Showcase                                                 | Felix                          | 1 epizód                                                                        |
| 2011–2021 | Halál a paradicsomban                  | Death in Paradise                                               | Richard Poole nyomozó          | 18 epizód                                                                       |
| 2014      |                                        | This is Jinsy                                                   | Chief Acco / Berpetta          | 1 epizód                                                                        |
| 2014      | Ki vagy, doki?                         | Doctor Who                                                      | A Nottingham-i seriff          | 1 epizód                                                                        |
| 2014      |                                        | The Incredible Adventures of Professor Branestawm               | Mr. Bullimore                  | tévéfilm                                                                        |
| 2015      |                                        | Comic Relief: Monkey's Monumental Mission                       | Monkey (hangja)                | tévéfilm                                                                        |
| 2015      |                                        | Asylum                                                          | Daniel Hern                    | minisorozat (3 epizód)                                                          |
| 2015      |                                        | Funeral                                                         | gyászoló Mr. Bean mellett      | rövidfilm                                                                       |
| 2015      |                                        | Ballot Monkeys                                                  | Kevin Sturridge                | 5 epizód                                                                        |
| 2017–2018 |                                        | The Tracey Ullman Show                                          | Rupert Murdoch                 | 7 epizód                                                                        |
| 2020      | A Bridgerton család                    | Bridgerton                                                      | Lord Archibald Featherington   | - 8 epizód - magyar hangja: - Hirtling István                                   |
| 2021–2022 |                                        | Professor T                                                     | Professor T                    | 12 epizód                                                                       |

## Díjak és jelölések
Az 1990-es Országos Diákszínjátszó Fesztiválon nyújtott Hamlet-alakítását a zsűri dicsérettel illette. Miller volt a társszerzője a MindGym videójátéknak, amely BAFTA TV-díjat is kapott 1998-ban. Az Armstrong és Miller show egy BAFTA-díjat és egy BAFTA-jelölést, illetve egy British Comedy Awards-jelölést szerzett.
| Év   | Díj                   | Kategória                                                                                    | Jelölt mű                | Eredmény |
| ---- | --------------------- | -------------------------------------------------------------------------------------------- | ------------------------ | -------- |
| 2008 | BAFTA TV-díj          | Legjobb vígjáték műsor (megosztva: Alexander Armstrong, Jeremy Dyson, Mario Stylianides)     | Armstrong és Miller show | Jelölve  |
| 2010 | BAFTA TV-díj          | Legjobb vígjáték műsor (megosztva: Alexander Armstrong, Caroline Norris, Dominic Brigstocke) | Armstrong és Miller show | Elnyerte |
| 2010 | British Comedy Awards | Legjobb szkeccs-show                                                                         | Armstrong és Miller show | Jelölve  |